# Vlado Matanović
Vlado Matanović, hrvatski reprezentativni rukometaš.
Igrač RK Kozale., a kasnije RK Umaga, 2018. potpisuje dvogodišnji ugovor sa slovenskim velikanom RK Gorenje Velenje. Kasnije je igrao je za RK PPD Zagreb, a nakon teške ozljede i pauze od godinu dana pristupa vinkovačkoj Bjelin Spačvi.
S kadetskom reprezentacijom 2013. osvojio je srebro na svjetskom prvenstvu.